# Leistomorpha brontoscopa
Leistomorpha brontoscopa is een vlinder uit de familie van de sikkelmotten (Oecophoridae). De wetenschappelijke naam van de soort is voor het eerst geldig gepubliceerd in 1884 door Edward Meyrick. Deze 13 tot 16 mm lange, grotendeels donker gekleurde soort komt enkel voor in Australië en Tasmanië.